# 卡本克利夫 (伊利諾伊州)
卡本克利夫（英語：Carbon Cliff）是位於美國伊利諾伊州羅克艾蘭縣的一個村落。

## 地理
卡本克利夫的座標為41°29′55″N 90°23′46″W / 41.49861°N 90.39611°W，而該地最高點為海拔高度176米（即577英尺）。

## 人口
根據2010年美國人口普查的數據，卡本克利夫的面積為6.89平方千米，當中陸地面積為6.88平方千米，而水域面積為0.01平方千米。當地共有人口2134人，而人口密度為每平方千米309人。